# Западина Кофу

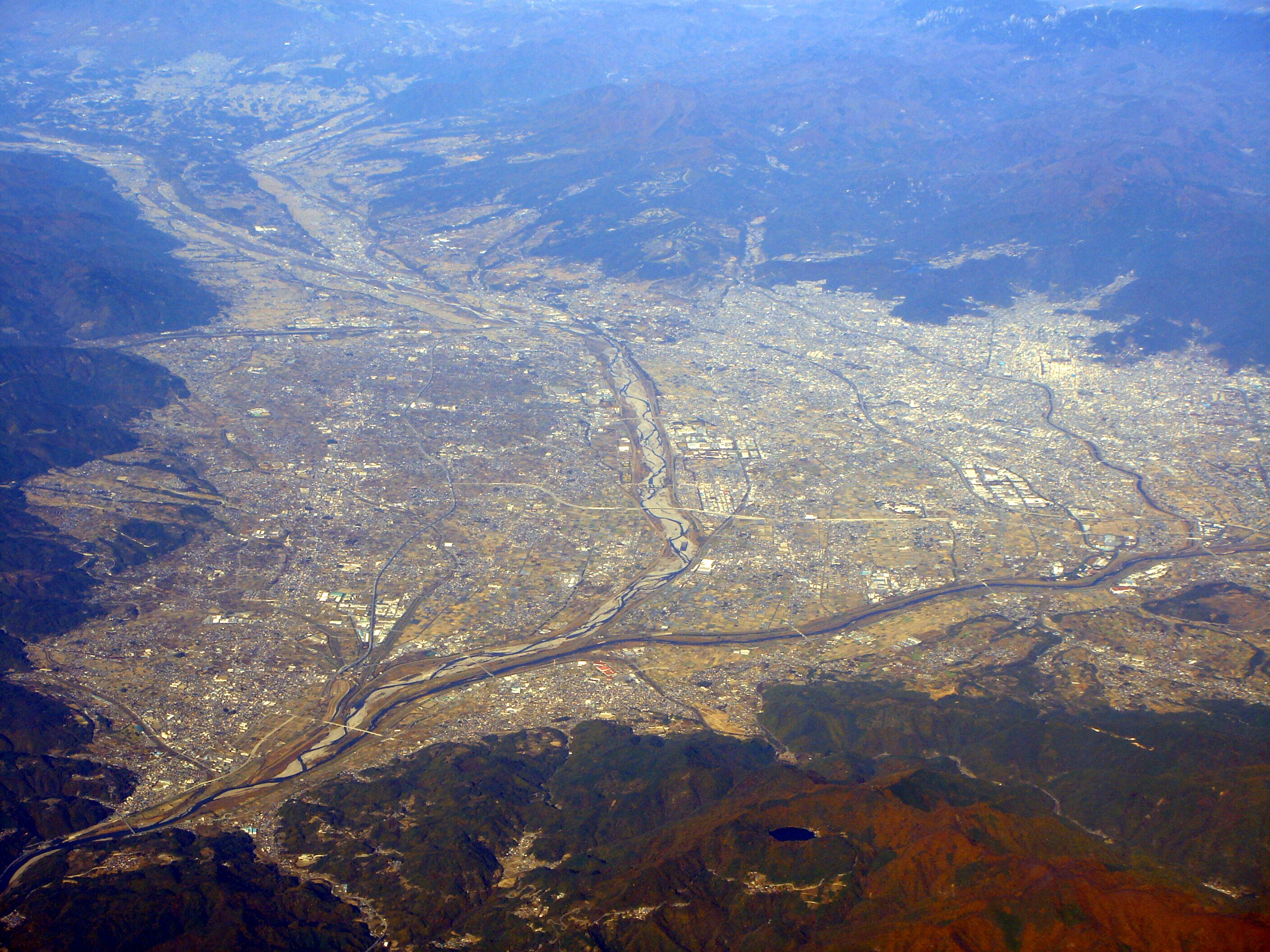
Западина Кофу

Запа́дина Ко́фу　(яп. 甲府盆地, こうふぼんち, МФА: [koːɸu bont͡ɕi̥]) — котловина в Японії, на острові Хонсю, в центрі префектури Яманасі. Середня висота 250 — 400 м. Протяжність з півночі на південь — 15 км; з заходу на схід — 25 км. Площа — близько 275 км². Розташована на західному кордоні Центрального японського розлому, вздовж якого тягнуться аналогічні западини Наґано, Мацумото й Сува. З півночі обмежена горами Дзеней, на сході — горами Тітібу, на півдні — горами Місака, а на заході — горами Акаїсі. У підніжжя цих гір розташовані численні конуси виносу. На заході протічає річка Каманасі, на сході — річка Фуефукі, які на південному заході западини зливаються у річку Фудзі. Використовується для сільськогосподарських робіт від початку нашої ери — рисівництва, овочівництва, садівництва і шовківництва. Характерні високі опади, холодні зими й спекотне літо. Центральне місто — Кофу.